# Gioia di vivere (film 1938)
Gioia di vivere (Merrily We Live) è un film del 1938, diretto da Norman Z. McLeod. La sceneggiatura si basa sul romanzo The Dark Chapter di E. J. Rath (New York, 1924) e sull'opera teatrale They All Want Something di Courtenay Savage che aveva debuttato a Broadway al Wallack's Theatre il 12 ottobre 1926.

## Trama
I Kilbourne sono una famiglia di ricchi eccentrici. La più strampalata è la signora Emily, il cui hobby è quello di riabilitare vagabondi. L'ultimo dei suoi protetti però scappa rubando tutta l'argenteria e lei si ripromette di non cascarci più. Ma, quando alla tenuta si presenta tale Rawlins, un tipo male in arnese che vorrebbe solo chiedere di usare il telefono per chiamare un meccanico per l'auto rimasta coinvolta in un incidente, lei vede il nuovo venuto come un altro uomo da salvare. Nonostante le proteste della figlia Jerry, assume Rawlins come autista. L'uomo, divertito dalla situazione, affascina tutte le donne di casa incontrando però la disapprovazione del padrone di casa e di Grosvenor, il maggiordomo. Una sera, durante una cena, Minerva, la figlia del senatore Harlan, è così presa da Rawlins che la signora decide di far passare il suo nuovo protetto per un ospite. Kilbourne dapprima teme che Rawlins gli rovini gli affari con il senatore, ma poi si rende conto della sua utilità e di come abbia migliorato l'atmosfera in famiglia. I Kilbourne scoprono, leggendo il giornale, che quello che tutti ritengono un vagabondo in realtà è il famoso scrittore E. Wade Rawlins morto in un incidente d'auto nei pressi della loro casa. Lui, ignaro della notizia, si presenta in casa, dove la signora Kilbourne, Jerry e tutte le cameriere svengono per l'emozione. Rawlins fa rinvenire Jerry, di cui si è ormai innamorato. Il maggiordomo Grosvenor, giunto alla conclusione che i vagabondi della signora Kilbourne sono meglio di lui, afferra uno zaino per dirigersi verso la strada che si apre davanti a lui.

## Produzione
Il film fu prodotto da Milton H. Bren per la Hal Roach Studios. La lavorazione iniziò il 27 ottobre 1937 per continuare fino al 10 gennaio 1938.

## Distribuzione
Il copyright del film, richiesto dalla Loew's Inc., fu registrato il 28 febbraio 1938 con il numero LP7995.
Distribuito dalla Metro-Goldwyn-Mayer (MGM),  il film uscì nelle sale cinematografiche USA il 4 marzo 1938. Il 16 marzo, venne presentato a Londra per poi uscire nelle sale britanniche il 1º agosto. Nello stesso anno, fu distribuito anche in Danimarca (13 luglio), Finlandia (14 agosto), Germania (16 agosto), Francia (15 ottobre), Svezia (29 ottobre).